# Toledo Esporte Clube
Il Toledo Esporte Clube, noto anche semplicemente come Toledo, è una società calcistica brasiliana con sede nella città di Toledo, nello stato del Paraná.

## Storia
Il club è stato fondato il 10 febbraio 2004 con il nome di Toledo Colônia Work. Ha vinto il Campeonato Paranaense Segunda Divisão nel 2007, dopo aver battuto il Real Brasil, l'Auritânia e il Francisco Beltrão nella fase finale. Il Toledo ha partecipato al Campeonato Brasileiro Série C nel 2008, dove è stato eliminato alla seconda fase. Il 30 agosto 2016 il club ha cambiato nome in Toledo Esporte Clube.

## Palmarès

### Competizioni statali
- Campeonato Paranaense Segunda Divisão: 1

2007